# Jim Delligatti
Michael James Delligatti (2 de agosto de 1918 – 28 de noviembre de 2016) fue un empresario estadounidense. Fue uno de los primeros franquiciados de la cadena de restaurantes de comida rápida McDonald's, y abrió la primera de sus 48 sucursales en Uniontown, Pensilvania, en 1957. A Delligatti también se le atribuye el mérito de ser el creador de la hamburguesa "Big Mac" de McDonald's en 1967.  

## Primeros años de vida
Michael James Delligatti nació en Uniontown, Pensilvania, el 2 de agosto de 1918, hijo de James Delligatti, herrador, zapatero y fabricante de dulces, y su esposa, Lucille Dandrea. Fue educado allí y en Fairmont Senior High School en Fairmont, Virginia Occidental. Sirvió en Europa durante la Segunda Guerra Mundial con el ejército de los Estados Unidos, donde fue dado de baja tras sufrir pie de trinchera.    

## Carrera

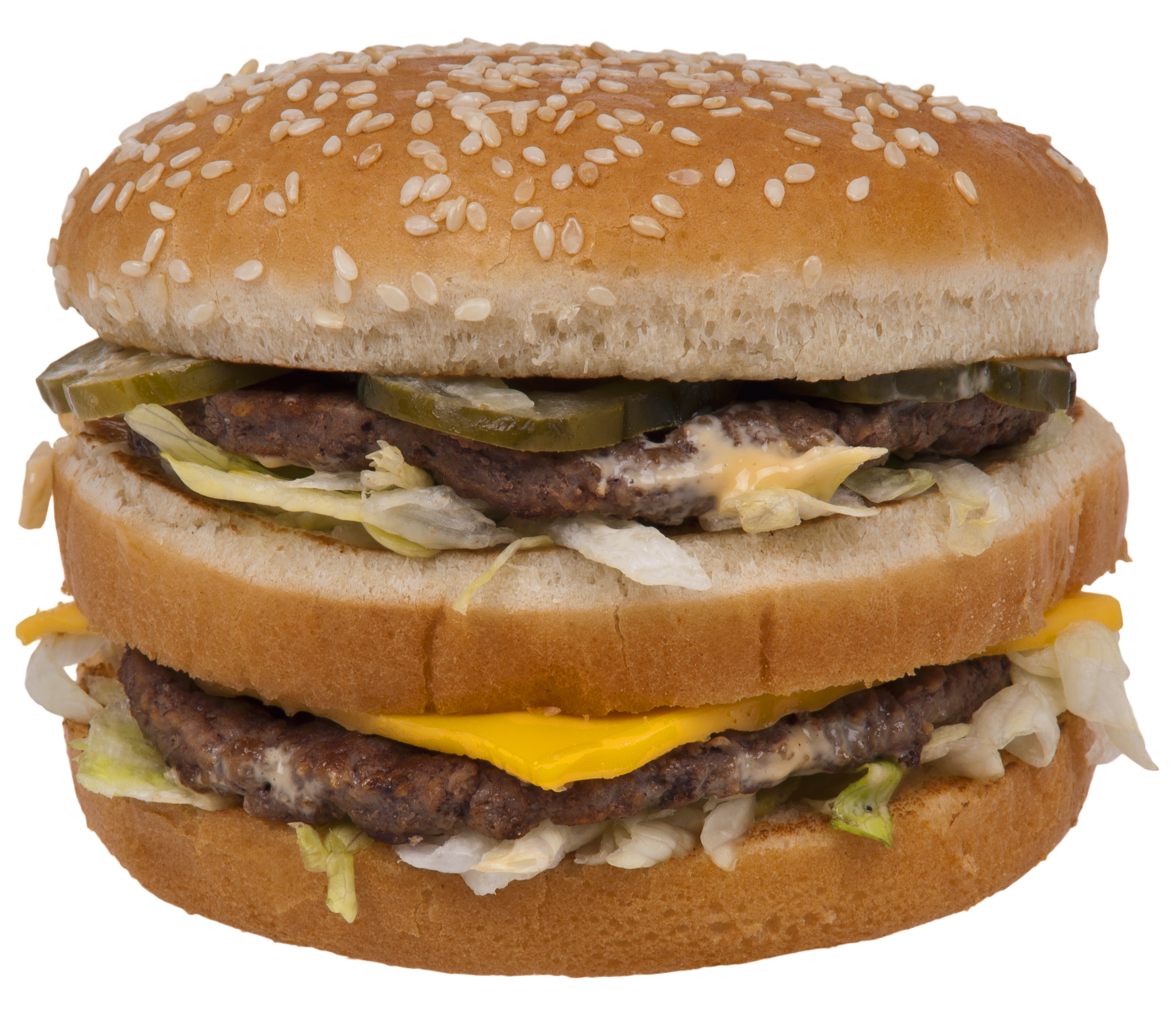
Hamburguesa Big Mac

Después de la guerra, Delligatti era dueño de un restaurante de autoservicio en Newport Beach, California. Después de conocer a Ray Kroc en una feria de restaurantes en 1955, Delligatti comenzó como franquiciado de McDonald's en 1957.   Su franquicia tenía su sede en Uniontown, Pensilvania, a unas 40 millas (64,4 km) al sur de Pittsburgh, y sus propiedades crecieron a 48 tiendas.  
Delligatti concibió el Big Mac en 1965 en la cocina de su primera franquicia McDonald's, en McKnight Road en los suburbios de Ross Township. Comenzó a servirlo en su McDonald's de Uniontown en abril de 1967 por 45 centavos.   En 1968, el Big Mac estaba en el menú de todos los McDonald's estadounidenses y, en 1969, representaba el 19% de las ventas totales.  Según un jingle de la década de 1970, la hamburguesa contiene: "dos hamburguesas de carne, salsa especial, lechuga, queso, pepinillos y cebollas en un panecillo con semillas de sésamo". 
Entrevistado por Los Angeles Times en 1993, Delligatti coincidió en que él no fue el inventor de la hamburguesa de dos pisos: "Esto no fue como descubrir la bombilla. La bombilla ya estaba allí. Todo lo que hice fue enroscarla en el casquillo".  En una entrevista con una estación de televisión de Pittsburgh, Delligatti dijo que no había recibido pagos de regalías por la creación del Big Mac, pero había recibido una placa.  Según su hijo Michael, Jim comía un Big Mac todas las semanas. 
En 2007, Delligatti inauguró el Museo Big Mac, hogar del "Big Mac más grande del mundo", que mide más de 13,1 pies de ancho.  En 2016, McDonald's vende alrededor de 550 millones de Big Macs en Estados Unidos cada año. 

## Vida personal y muerte
Delligatti estuvo casado dos veces y su primer matrimonio con Ann Vunora terminó en divorcio. Tuvieron un hijo. Él y su segunda esposa, Eleanor "Ellie" Carmody, tuvieron un hijo, cinco nietos y ocho bisnietos.   Murió el 28 de noviembre de 2016, en su casa de Fox Chapel, Pensilvania, a los 98 años.  